# تل مشکان
تل مشکان در شهرستان نی‌ریز، روستای مشکان واقع شده و این اثر در تاریخ ۲۵ اسفند ۱۳۷۹ با شمارهٔ ثبت ۳۴۳۵ به‌عنوان یکی از آثار ملی ایران به ثبت رسیده است.